# Морбиделли, Джанни
Джа́нни Морбиде́лли (итал. Gianni Morbidelli, род. 13 января 1968, Пезаро, Пезаро-э-Урбино) — итальянский автогонщик, участник чемпионатов мира по автогонкам в классе Формула-1, чемпион итальянской «Формулы-3», чемпион азиатской серии SpeedCar 2008-2009.

## Биография

### До Формулы-1
Джанни Морбиделли родился в семье Джанкарло Морбиделли, основателя одноимённой итальянской мотоциклетной марки «Морбиделли». В детстве занимался картингом, был вице-чемпионом мира по картингу среди юниоров. В 1987 году дебютировал в итальянском чемпионате Формулы-3. В 1989 году стал чемпионом Италии в итальянской Формуле-3, выступая за команду «Форти Корсе».

### Формула-1
В 1990 году подписал контракт тест-пилота с командой Формулы-1 «Феррари». Параллельно провел четыре гонки сезона 1990 Формулы-1, выступая за команды «Скудерия Италия» и «Минарди».
В 1991 году провел полный сезон в команде «Минарди», по-прежнему оставаясь тест-пилотом «Феррари». В гонках не поднимался выше 7-го места, однако на Гран-при Австралии судьба дала ему шанс отличиться за рулём боевого автомобиля «Феррари». Произошло это после того, как перед последней гонкой сезона пилот «Феррари» Ален Прост в результате ссоры с руководством команды был отстранён от гонок. Впервые оказавшись на этапе чемпионата мира за рулём «Феррари», Джанни Морбиделли квалифицировался на 8 месте, а в гонке, проходившей под сильным дождём, поднялся на шестое место благодаря сходам находившихся впереди него Михаэля Шумахера и своего партнёра по команде Жана Алези. По причине того, что гонка была остановлена на 14-м круге из-за погодных условий, Морбиделли получил в свой актив лишь половину очка за шестое место.
В 1992 году продолжил выступления за команду «Минарди», очков не набрал, лучшим результатом стало 7-е место на Гран-при Бразилии.
В 1993 году ушёл из Формулы-1 в итальянский чемпионат туринговых автомобилей, выступал за команду Альфа-Ромео. В 1994 году вернулся в Формулу-1 за рулём автомобиля команды «Футуорк», за весь год смог финишировать лишь четыре раза, из них два в очковой зоне, занял 22-е место в чемпионате.
В 1995 году сотворил настоящую сенсацию на последнем этапе сезона Формулы-1 в Австралии. Квалифицировавшись на 13-м месте, Морбиделли сумел к концу гонки благодаря многочисленным сходам соперников подняться на третье место и завоевать первый за последние 6 лет подиум для своей команды (предыдущий был завоёван Эдди Чивером в Гран-при США 1989 года).
В дальнейшем вновь ушёл в итальянский чемпионат по турингу и с тех пор лишь эпизодически появлялся в Формуле-1 в 1997 году, проведя несколько гонок в «Заубер» без набранных очков. На тренировке перед Гран-при Японии 1997 года попал в аварию и повредил запястье.

### Карьера после Формулы-1
Уйдя из Формулы-1, Джанни Морбиделли дебютировал в Британском Кузовном чемпионате (BTCC), но оказался менее удачлив, чем его напарник Рикард Риделл, выигравший титул. Пропустив год, в 2000 году Морбиделли продолжил в кузовных гонках — европейский супертуринговый чемпионат, затем чемпионат Европы в классе Суперпродакшн, в 2002 и 2003 годах — в классе Туринг. В 2004 и 2005 Морбиделли гонялся в FIA GT в старшем классе. В 2006 году он вернулся в туринговые гонки — в чемпионат мира (WTCC), где выступал за «Альфа Ромео», но вновь без особых успехов. В 2007 году стал чемпионом серии SuperStars, одержав в ней 6 побед. В 2008 году Морбиделли совмещает SuperStars и гонки GT — несмотря на победы, размах итальянской серии Superstars его не удовлетворяет.
Вернулся в WTCC в 2014, уже на третьем этапе в Венгрии выиграл вторую гонку.

## Таблица результатов в автоспорте

### Результаты выступлений в Формуле-1
| Легенда к таблице |                                                                    |
| --- | ------------------------------------------------------------------ |
| В таблице перечислены результаты всех Гран-при Формулы-1, в которых принимал участие гонщик. Строками таблицы являются сезоны, столбцами — этапы чемпионата мира. В каждой клетке указаны сокращённое название этапа и результат, дополнительно обозначенный цветом. Расшифровка обозначений и цветов представлена в нижеследующей таблице. |                                                                    |
| \| Пример \| Описание \| \| ------------ \| ------------------------------------------------------------------ \| \| 1 \| Победитель \| \| 2 \| Второе место \| \| 3 \| Третье место \| \| 5 \| Финишировал, заработав очки \| \| Сход \| Не финишировал, но при этом заработал очки \| \| 12 \| Финишировал, не получив очков \| \| НКЛ \| Финишировал, но не попал в финальную классификацию \| \| 15 \| Участвовал вне зачёта, либо по отдельной классификации \| \| 18 \| Не финишировал, но попал в финальную классификацию \| \| Сход \| Не финишировал \| \| НКВ \| Не прошёл квалификацию \| \| НПКВ \| Не прошёл предквалификацию \| \| ДСК \| Дисквалифицирован \| \| ИСК \| Исключён из протокола соревнований \| \| ТТ \| Заявлен для участия только в тренировках \| \| НС \| Участвовал в квалификации, но не стартовал в гонке \| \| Т \| Травмирован или болен \| \| ОТК \| Отказ от участия \| \| НТР \| Прибыл на соревнования, но на трассу не выезжал \| \| НПР \| Был заявлен в числе участников, но не прибыл к началу соревнований \| \| О \| Соревнования отменены \| \| \| Не участвовал \| \| Поул-позиция \| \| \| Быстрый круг \| \| |                                                                    |
| Пример | Описание                                                           |
| 1 | Победитель                                                         |
| 2 | Второе место                                                       |
| 3 | Третье место                                                       |
| 5 | Финишировал, заработав очки                                        |
| Сход | Не финишировал, но при этом заработал очки                         |
| 12 | Финишировал, не получив очков                                      |
| НКЛ | Финишировал, но не попал в финальную классификацию                 |
| 15 | Участвовал вне зачёта, либо по отдельной классификации             |
| 18 | Не финишировал, но попал в финальную классификацию                 |
| Сход | Не финишировал                                                     |
| НКВ | Не прошёл квалификацию                                             |
| НПКВ | Не прошёл предквалификацию                                         |
| ДСК | Дисквалифицирован                                                  |
| ИСК | Исключён из протокола соревнований                                 |
| ТТ | Заявлен для участия только в тренировках                           |
| НС | Участвовал в квалификации, но не стартовал в гонке                 |
| Т | Травмирован или болен                                              |
| ОТК | Отказ от участия                                                   |
| НТР | Прибыл на соревнования, но на трассу не выезжал                    |
| НПР | Был заявлен в числе участников, но не прибыл к началу соревнований |
| О | Соревнования отменены                                              |
| | Не участвовал                                                      |
| Поул-позиция |                                                                    |
| Быстрый круг |                                                                    |

| Сезон | Команда             | Шасси         | Двигатель     | Ш | 1        | 2        | 3        | 4        | 5        | 6        | 7        | 8        | 9        | 10       | 11       | 12       | 13       | 14     | 15       | 16       | 17    | Место | Очки |
| ----- | ------------------- | ------------- | ------------- | - | -------- | -------- | -------- | -------- | -------- | -------- | -------- | -------- | -------- | -------- | -------- | -------- | -------- | ------ | -------- | -------- | ----- | ----- | ---- |
| 1990  | БМС Скудерия Италия | Dallara F190  | Cosworth      | P | США НКВ  | БРА 14   | САН      | МОН      | КАН      | МЕК      | ФРА      | ВЕЛ      | ГЕР      | ВЕН      | БЕЛ      | ИТА      | ПОР      | ИСП    |          |          |       | -     | 0    |
| 1990  | Minardi             | Minardi M190  | Cosworth      | P |          |          |          |          |          |          |          |          |          |          |          |          |          |        | ЯПО Сход | АВС Сход |       | -     | 0    |
| 1991  | Minardi             | Minardi M191  | Ferrari       | G | США Сход | БРА 8    | САН Сход | МОН Сход | КАН Сход | МЕК 7    | ФРА Сход | ВЕЛ 11   | ГЕР Сход | ВЕН 13   | БЕЛ Сход | ИТА 9    | ПОР 9    | ИСП 14 | ЯПО Сход |          |       | 24    | 0,5  |
| 1991  | Ferrari             | Ferrari 643   | Ferrari       | G |          |          |          |          |          |          |          |          |          |          |          |          |          |        |          | АВС 6    |       | 24    | 0,5  |
| 1992  | Minardi             | Minardi M191  | Lamborghini   | G | ЮАР Сход | МЕК Сход | БРА 7    | ИСП Сход |          |          |          |          |          |          |          |          |          |        |          |          |       | 22    | 0    |
| 1992  | Minardi             | Minardi M192  | Lamborghini   | G |          |          |          |          | САН Сход | МОН Сход | КАН 11   | ФРА 8    | ВЕЛ 17   | ГЕР 12   | ВЕН НКВ  | БЕЛ 16   | ИТА Сход | ПОР 14 | ЯПО 14   | АВС 10   |       | 22    | 0    |
| 1994  | Footwork            | Footwork FA15 | Ford Cosworth | G | БРА Сход | ТИХ Сход | САН Сход | МОН Сход | ИСП Сход | КАН Сход | ФРА Сход | ВЕЛ Сход | ГЕР 5    | ВЕН Сход | БЕЛ 6    | ИТА Сход | ПОР 9    | ЕВР 11 | ЯПО Сход | АВС Сход |       | 22    | 3    |
| 1995  | Footwork            | Footwork FA16 | Hart          | G | БРА Сход | АРГ Сход | САН 13   | ИСП 11   | МОН 9    | КАН 6    | ФРА 14   | ВЕЛ      | ГЕР      | ВЕН      | БЕЛ      | ИТА      | ПОР      | ЕВР    | ТИХ Сход | ЯПО Сход | АВС 3 | 14    | 5    |
| 1997  | Sauber              | Sauber C16    | Petronas      | G | АВС      | БРА      | АРГ      | САН      | МОН      | ИСП 14   | КАН 10   | ФРА      | ВЕЛ      | ГЕР      | ВЕН Сход | БЕЛ 9    | ИТА 12   | АВТ 9  | ЛЮК 9    | ЯПО НС   | ЕВР   | 22    | 0    |

### Результаты в серииSpeedCar
| Год       | Команда       | 1/1     | 1/2      | 2/1    | 2/2    | 3/1    | 3/2    | 4/1    | 4/2    | 5/1    | 5/2    | Место | Очки |
| --------- | ------------- | ------- | -------- | ------ | ------ | ------ | ------ | ------ | ------ | ------ | ------ | ----- | ---- |
| 2008      | SpeedCar Team | СЕН1 11 | СЕН2 13  | СЕП1 9 | СЕП2 5 | САХ1 2 | САХ2 1 | ДУБ1 3 | ДУБ2 4 |        |        | 5     | 33   |
| 2008/2009 | Palm Beach    | ДУБ1 3  | ДУБ2 Отм | САХ1 4 | САХ2 2 | ЛУС1 1 | ЛУС2 2 | ДУБ3 7 | ДУБ4 2 | САХ3 5 | САХ4 5 | 1     | 55   |

## Комментарии
1. ↑  Если не относить результаты команды «Футуорк» (1991—1996) к результатам команды «Эрроуз» (1978—1990, 1997—2002), то подиум Морбиделли в Гран-при Австралии 1995 года является единственным в истории «Футуорк».